# Lais
Lais ist ein geschlechtsneutraler Vorname.

## Herkunft und Bedeutung
Die Etymologie des Namens Lais ist nicht gesichert. Folgende Herleitungen kommen in Frage:
- von altgriechisch λεία leía, dorisch λαϊς lais „Beute“, „Habe“, „Beutemachen“[1]
- von hebräisch לַיִשׁ lajiš „Löwe“[2][3]
- von altgriechisch Λάϊος Láios[4], unbekannte Herkunft[5], möglicherweise ein Zusammenhang zu λαιός laiós „Blaudrossel“[6]
- von altgriechisch λαός laós „Volk“[4]

## Verbreitung
Der Name wurde von zwei Hetären im antiken Griechenland getragen.
In Brasilien ist Lais heute ein gängiger Frauenname. In Deutschland kommt der Name sehr selten vor und wird überwiegend von Jungen getragen.

## Varianten
- Französisch: Laïs
- Griechisch: Λαΐς Laîs
- Portugiesisch: Laís, Laiz, Laísa, Laise, Laíde, Laidis

Abgeleitet von altgriechisch Λάϊος Láios existiert die latinisierte Variante Laius, abgeleitet vom hebräischen Männernamen לַיִשׁ lajiš existieren die deutsche Variante Lajisch und die englische Variante Laish.

## Namensträger
- Lais von Korinth (4. Jh. v. Chr.), Hetäre in Korinth
- Lais von Hykkara († um 340 v. Chr.), Hetäre aus Hykkara
- Lais Ribeiro (* 1990), brasilianisches Model